# Матс Ротс
Матс Ротс (нід. Mats Rots; нар. 11 березня 2006, Грунло) — нідерландський футболіст, захисник клубу «Твенте».

## Клубна кар'єра
2016 року почав займатися футболом в академії «Твенте». 1 липня 2022 року підписав контракт з клубом до літа 2025 року. 10 серпня 2023 року дебютував в основному складі «Твенте» в матчі кваліфікації Ліги конференцій УЄФА против латвійської «Риги», вийшовши на заміну травмованому Альфонсу Сампстеду. 20 серпня 2023 року в поєдинку проти «Зволле» дебютував в Ередивізі.
Влітку 2024 року переведений до першої команди клубу. 13 серпня 2024 року в матчі проти австрійського клубу «Ред Булл» (Зальцбург) дебютував у Лізі чемпіонів. 1 жовтня 2024 року продовжив контракт з «Твенте» до літа 2027 року.
17 січня 2025 року на правах оренди перейшов в «Гераклес» до кінця сезону. 19 січня 2025 року дебютував за нову команду в матчі Ередивізі проти «Алмере Сіті», відзначившись забитим м'ячем, який став першим в його кар'єрі.

## Кар'єра в збірній
Виступав за збірні Нідерландів до 16, до 17, до 18 і до 19 років. В травні 2025 року потрапив в заявку збірної до 19 років на юнацький чемпіонат Європи в Румунії. На турнірі провів чотири матчі, а його команда вперше в історії стала переможцем чемпіонату Європи в цій віковій категорії.

## Особисте життя
Молодший брат футболіста Дана Ротса, який виступає за «Твенте».

## Статистика виступів
Станом на 10 серпня 2025 
| Клуб              | Сезон             | Чемпіонат         | Чемпіонат | Чемпіонат | Кубок | Кубок | Єврокубки | Єврокубки | Інші  | Інші | Всього | Всього |
| Клуб              | Сезон             | Дивізіон          | Матчі     | Голи      | Матчі | Голи  | Матчі     | Голи      | Матчі | Голи | Матчі  | Голи   |
| ----------------- | ----------------- | ----------------- | --------- | --------- | ----- | ----- | --------- | --------- | ----- | ---- | ------ | ------ |
| Твенте            | 2023–24           | Ередивізі         | 1         | 0         | 0     | 0     | 3         | 0         | 0     | 0    | 4      | 0      |
| Твенте            | 2024–25           | Ередивізі         | 0         | 0         | 1     | 0     | 1         | 0         | —     | —    | 2      | 0      |
| Твенте            | 2025–26           | Ередивізі         | 1         | 0         | 0     | 0     | 0         | 0         | —     | —    | 1      | 0      |
| Твенте            | Всього            | Всього            | 2         | 0         | 1     | 0     | 4         | 0         | 0     | 0    | 7      | 0      |
| → Гераклес        | 2024–25           | Ередивізі         | 15        | 1         | 2     | 1     | 0         | 0         | —     | —    | 17     | 2      |
| Всього за кар'єру | Всього за кар'єру | Всього за кар'єру | 17        | 1         | 3     | 1     | 4         | 0         | 0     | 0    | 24     | 2      |

1. ↑  Матчі в Лізі конференцій УЄФА
2. ↑  Матчі в Лізі чемпіонів УЄФА

## Досягнення
Збірна Нідерландів (до 19)
- Переможець юнацького чемпіонату Європи (до 19 років): 2025[18]